# Національний театр імені Васіле Александрі
Національний театр імені Василе Александрі (рум. Teatrul Național Vasile Alecsandri din Bălți) — національний театр у містті Бєльцях у Молдові; провідна театральна сцена країни, значний культурний осередок міста.
Будівля театру (вул. Васіле Александрі, 1) має два зали (великий і малий), і кругову сцену. Архітектор — Яніна Гальперіна (м. Москва).
Директор закладу — Анатол Речіле.

## Історія
Національний (молдовський) театр був заснований у Бєльцях 16 травня 1957 року, спершу як молдавська трупа на додаток до російського драматичного театру, який працював у місті починаючи від 1947 року.
16 травня 1990 року театр офіційно став «Національним театром Васіле Александрі міста Бєльці». Цього ж дня урочисто відкрили сучасну театральну будівлю, в якій заклад працює дотепер.
Театр ім. Василе Александрі є одним з головних художніх театрів Молдови і займається постановками фактично винятково національної драматургії. Нині всі артисти театру є випускниками Університету мистецтв Молдови.

## Репертуар
За роки існування у Бєльцському театрі поставленої близько 190 вистав для дорослих і дітей — класичного і сучасного, національного і міжнародного репертуару. У роки незалежності Молдови (від 1991 року, репертуар театру складений головним чином з текстів авторів з Молдови та Румунії. Тут були постановки за творами «ветеранів пера» — таких як І. Друце, Д. Матковський, П. Карара, та авторів текстів, які були надруковані в останні роки: В. Бутнару, Мірча В. Чебану, К. Чеяру. 
З чинній афіші Національного театру імені Васіле Александрі:
- «Clopotnita» («Дзвіниця») за п'єсою Іона Друце, режисер Іон Маркоч;
- «Izbanda si iubire» за казкою Ганса Християна Андерсена, режисер Валерій Жосану;
- «Останній шанс» за п'єсою Михайла Задорнова, режисер Емільм Гажу;
- «Trei crai de la rasarit» - постановка Міхая Волонтира.

## Виноски
1. ↑  Театри і концертні зали у Молдові на www.moldova.org [Архівовано 2011-09-04 у Wayback Machine.] (рос.)
2. 1 2  Registrul Monumentelor Republicii Moldova